# كريستيان بينافينتي
كريستيان بينافينتي (بالإسبانية: Cristian Benavente)‏ (من مواليد 19 مايو 1994، بمدينة ألكالا دي إيناريس في إسبانيا) هو لاعب كرة قدم بيروفي، يلعب كوسط هجومي. انتقل في 2019 لنادي بيراميدز المصري.

## روابط خارجية
- كريستيان بينافينتي على موقع الاتحاد الدولي (مؤرشف)  (الإنجليزية)
- كريستيان بينافينتي على موقع قاعدة بيانات كرة القدم.إي يو (الإنجليزية)
- كريستيان بينافينتي على موقع ناشيونال فوتبول تيمز (الإنجليزية)
- كريستيان بينافينتي على موقع Soccerway.com (الإنجليزية)
- كريستيان بينافينتي على موقع عالم كرة القدم.نت (الإنجليزية)
- كريستيان بينافينتي على موقع AS.com (الإسبانية)